# Лира (денежная единица)
Ли́ра (греч. λίρα, лат. libra — фунт) — название валюты в ряде стран. В настоящее время является национальной валютой Турции. Денежные единицы Ливана и Сирии (а до недавнего времени и Кипра, который уже перешёл на евро) по-русски обычно называются словом фунт, однако в оригинале (на греческом и турецком языках на Кипре, на арабском в Ливане и Сирии) также называются лира.
До недавнего времени итальянская лира была национальной валютой Италии, Ватикана, Сан-Марино, свою лиру имела и Мальта (все четыре страны перешли на евро). В Турции лира как монета впервые была введена в 1870-х, а с 2005 года была заменена на новую турецкую лиру.
В Израиле в качестве местной валюты в период с 9 сентября 1952 года до 24 февраля 1980 года использовался израильский фунт, называвшийся также израильской лирой (ивр. לירה ישראלית‎). На иврите слово лира (ивр. לירה‎) обозначает фунт; валюта была названа по названию валюты подмандатной английской территории — палестинского фунта (ивр. לירה ארץ ישראלית‎, англ. Palestinian Pound), имевшей хождение на территории Палестины с 1927 года. До 1927 года на территории Палестины имел хождение египетский фунт.
Термин лира происходит от названия меры веса — тройского фунта, служившего для взвешивания серебра.